# Relaciones Estados Unidos-Guatemala
Las relaciones Estados Unidos-Guatemala son las relaciones exteriores entre Guatemala y Estados Unidos. Hay una Embajada de los Estados Unidos en Guatemala, ubicada en la ciudad de Guatemala. De acuerdo con el Departamento de Estado de los Estados Unidos, las relaciones entre Estados Unidos y Guatemala tradicionalmente han sido estrechas, aunque a veces tensas en relación con los derechos humanos y civiles / militares.
Según un sondeo de opinión mundial, el 82% de los guatemaltecos consideraron positivamente a los Estados Unidos en 2002. Según el Informe de Liderazgo Global de Estados Unidos de 2012, el 41% de los guatemaltecos aprueban el liderazgo de los Estados Unidos, con un 16% de desaprobación y un 43% de incertidumbre.

## Objetivos de la política estadounidense en Guatemala
El Departamento de Estado de los Estados Unidos enumera los objetivos de política en Guatemala que incluyen:
- Apoyar la institucionalización de la democracia y la aplicación de los acuerdos de paz;
- Fomento del respeto de los derechos humanos y del estado de derecho, y aplicación de la Comisión Internacional contra la Impunidad en Guatemala (CICIG);
- Apoyar el crecimiento económico de base amplia y el desarrollo sostenible y mantener relaciones comerciales y comerciales mutuamente beneficiosas, incluyendo asegurar que los beneficios del CAFTA-DR lleguen a todos los sectores de la población guatemalteca;

Cooperar para combatir el lavado de dinero, la corrupción, el narcotráfico, el contrabando de extranjeros y otros delitos transnacionales; y
- Apoyar la Integración Regional de América Central mediante el apoyo a la resolución de disputas fronterizas / territoriales.[1]

## Apoyo de Estados Unidos a los acuerdos de paz de Guatemala
El Departamento de Estado de los Estados Unidos dice que Estados Unidos, como miembro de "Los Amigos de Guatemala", junto con Colombia, España, México, Noruega, Venezuela, desempeñó un papel importante en los acuerdos de paz moderados por la ONU, proporcionando apoyo público y en las cámaras. Los Estados Unidos apoyan firmemente los seis acuerdos sustantivos y tres de procedimiento que, junto con la firma del acuerdo final del 29 de diciembre de 1996, forman el anteproyecto de un profundo cambio político, económico y social. Con ese fin, el Gobierno de los Estados Unidos ha comprometido más de 500 millones de dólares para apoyar la aplicación de la paz desde 1997.

## Peligros para los ciudadanos estadounidenses
El Departamento de Estado de los Estados Unidos observa que la actividad delictiva violenta continúa siendo un problema en Guatemala, incluyendo asesinatos, violaciones, desapariciones y agresiones armadas contra personas de todas las nacionalidades. En los últimos años el número de crímenes violentos reportados por los ciudadanos de los Estados Unidos ha aumentado constantemente, aunque el número de estadounidenses que viajan a Guatemala también ha aumentado.

## Ayuda de Estados Unidos a Guatemala
El Departamento de Estado de EE. UU. Dice que la mayor parte de la ayuda estadounidense a Guatemala se proporciona a través de los Estados Unidos. Agencia para el Desarrollo Internacional] (USAID) para Guatemala. El programa actual de USAID / Guatemala se basa en los logros del proceso de paz que siguió a la firma de los acuerdos de paz en diciembre de 1996, así como en los logros de su programa de paz 1997-2004. El programa actual trabaja para avanzar en los objetivos de política exterior de Estados Unidos, centrándose en el potencial de Guatemala como socioeconómico y comercial más importante de Estados Unidos, pero también reconoce los indicadores sociales atrasados del país y su alta tasa de pobreza. Las tres áreas de enfoque para el programa de USAID / Guatemala son modeladas después de las áreas de la cuenta del desafío del milenio - gobernando justamente, libertad económica, e invirtiendo en gente.

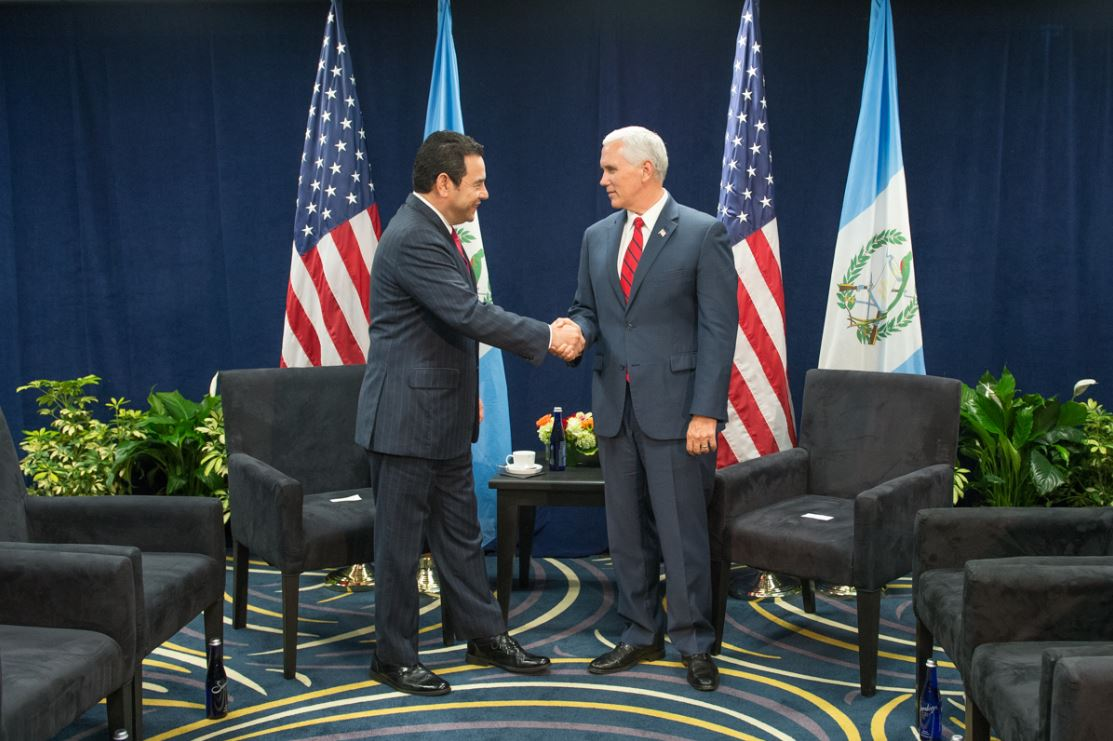
Vicepresidente Mike Pence con el presidente Jimmy Morales en Florida, 2017

## Personal de la Embajada de EE.UU
Los principales funcionarios de la Embajada de los Estados Unidos incluyen:
- Embajador - William W. Popp
- Jefe Adjunto de Misión David Hodge
- Consejero político y económico-Drew Blakeney
- Oficial de Gestión-Leo Hession
- Defensa Attache-Col. Humberto Rodríguez
- Grupo de Asistencia Militar-Col. Linda Gould
- Cónsul General-John Lowell
- Oficial Regional de Seguridad-John Eustace
- Oficial de Asuntos Públicos-David J. Young
- Drug Enforcement Administration-Michael O'Brien
- Agregado Agrícola-Robert Hoff
- Agregado comercial-Patricia Wagner
- Director de la USAID / G-CAP Wayne Nilsestuen